# ماركوس رومان
ماركوس رومان (بالإسبانية: Marcos Roman)‏ هو لاعب كرة قدم نيكاراغوي، ولد في 4 أكتوبر 1989 في نيكاراغوا. شارك مع منتخب نيكاراغوا لكرة القدم. أما مع النوادي، فقد لعب مع Diriangén FC ‏.

## وصلات خارجية
- ماركوس رومان على موقع قاعدة بيانات كرة القدم.إي يو (الإنجليزية)
- ماركوس رومان على موقع ناشيونال فوتبول تيمز (الإنجليزية)